# Justus Köhncke
Justus Köhncke (* 1966 Gießen) je německý hudebník a hudební producent. V 90. letech byl členem tria Whirlpool Productions hrajícího house music. Své první sólové album nazvané Spiralen Der Erinnerung vydal v roce 1999 a obsahuje coververze například od Johna Calea („Close Watch“), Paula McCartneyho („Let 'Em In“) a Neila Younga („Old Man“). Později vydal několik dalších alb. Počínaje rokem 2013 působil v projektu Fainting by Numbers, v němž s ním působil Alexis Taylor, frontman kapely Hot Chip.